# Musculus abductor pollicis brevis
Der Musculus abductor pollicis brevis (lat. für „kurzer Daumenspreizer“) ist einer der Muskeln des Daumenballens. Er spreizt zusammen mit dem Musculus abductor pollicis longus den Daumen ab (Abduktion). Während der M. abductor pollicis longus den Daumen zur Seite abspreizt, erfolgt die Abspreizung des Daumens durch den M. abductor pollicis brevis in handflächenseitiger Richtung (Palmarabduktion). Eine weitere Funktion ist die Unterstützung der Beugung im Daumengrundgelenk.
Der Muskel wird über Nervenfasern des Ramus muscularis thenaris des Nervus medianus innerviert. Bei Schädigungen des Nervus medianus, kann die Abspreizung des Daumens infolge eines Ausfalls des Musculus abductor pollicis brevis gestört sein. Die daraus resultierende Unfähigkeit, eine Flasche zu umfassen, wird in der neurologischen Diagnostik als „positives Flaschenzeichen“ bezeichnet.